# 河津七滝温泉
河津七滝温泉（かわづななだるおんせん）は、静岡県賀茂郡河津町にある温泉。国道414号沿い、河津町梨本付近に位置する。河津町に存在する温泉の総称の、河津温泉郷を構成する温泉の一つである。河津温泉郷を「七湯」で数える場合など、「大滝温泉」と「七滝温泉」に分けることもある。

## 泉質
- アルカリ性単純温泉（PH8.8）

## 温泉街
河津七滝（かわづななだる）温泉には、温泉の他に川端康成著「伊豆の踊り子」の舞台でも有名な七滝の他、旧天城トンネル等多数の見所がある。近年では１月下旬から３月上旬に八重咲きの桜が咲き誇る「河津桜まつり」も開催され、多くの観光客で賑わう。春はバラと菖蒲、夏は海、秋は紅葉、冬は河津桜と通年遊べる観光地になっている。
温泉郷は、河津七滝の大滝と出合滝の間、および七滝がある河津川から外れた支流にあたる萩ノ入川沿いに存在する。
なお、河津では滝のことを「水が垂れる」 という意味で垂水（たるみ）と呼んでいた為「ななたき」ではなく「ななだる」と呼んでいる。
早春にはこの付近でも河津桜を見ることができる。河津駅付近と比べて標高が高いため、河津七滝温泉の河津桜の見頃はやや遅れる。夜間にはライトアップもされる。
河津七滝観光協会には、6件の宿泊施設と6件の飲食店・土産店が登録されている。大滝温泉の「天城荘」は、名瀑「大滝(おおだる；落差30m幅7mは伊豆最大級)」を敷地15万坪私有地内に擁し、湯浴みの眼前に仰げる滝見の湯や奥行き30mの秘湯穴風呂や“ふじのくにエンゼルパワースポット”に選定されている子宝の湯など個性的な絶景露天風呂群があることで有名。名勝河津七滝の名前がそれぞれつけられた７つ並んだ五右衛門風呂は、2011年9月の台風被害で壊滅し再生の見通しがたっていない。宿からは、滝見物の遊歩道を通って行く。「天城荘」は映画「テルマエ・ロマエ」や「ノルウェイの森」などのロケ地としても有名。日帰り温泉も併設しているので、伊豆の踊子の里、湯の国ニッポンを代表する秘境天城の絶景温泉郷として国内老若男女をはじめ海外からの来町者も増えている。1.5kmという短い距離内に7つの滝が連なって存在する例は全国でここだけである。また、伊豆半島は地質的に地球的規模で特異なポイントとして、2015年の世界ジオパーク認定を目指し2012年9月に日本ジオパークに認定されている。名勝河津七滝一帯は河津七滝ジオサイトとしてその最も貴重な見所のひとつに指定されている。
温泉地はTVを媒体にした宣伝を多く行っており、これまでにテレビ東京系列を初めとする様々なテレビ局が当温泉を紹介している。また一方で、2006年5月12日放送分の富豪刑事デラックスのロケ地として採用されるなど、幅広く取材の需要がある。

## アクセス
- 鉄道：伊豆急行線河津駅よりバスで約25分、または伊豆箱根鉄道駿豆線修善寺駅より約1時間。大滝入口停留所または河津七滝温泉停留所で下車。
- 車：東名高速道路沼津インターチェンジより国道414号で約1時間20分。または小田原厚木道路小田原西インターチェンジより国道135号で約2時間。